# قرص متقلب
الثوماتروب هو لعبة بصرية اشتهرت في القرن التاسع عشر. وهي عبارة عن قرص يحتوي على صورتين مختلفتين في كلا طرفيه وموصول بطرفي خيط. عند دوران الخيط بسرعة عن طريق شدّه يبدأ القرص بالدوران أيضاً معطياً وهم حركي ويظهر الصورتين كأنهما يلتحمان ويصبحان صورةً واحدة.
اشتهرت العديد من الصور للثومتروب، منها شجرة متساقطة الأوراق وفي الوجه الآخر تظهر أوراق الشجر، أو عصفور على أحد الأوجه وقفص على الوجه الآخر. وقد تضمنت العديد من صور الثومتروب الكلاسيكية  العديد من الأحاجي والقصائد القصيرة.
يعطي الثومتروب وهم حركي مع تحرك وجهيّ القرص مُعطياً صورةً مختلفةً في كل حالةٍِ، إلا أن إنتاج الثومتروب قد توقف لمدة طويلة بعد الإعلان عن آلة التحريك واسعة الانتشار الفناكستكوب.
آلة الثومتروب تُعرف على أنها أحد أهم الأجهزة البدائية التي ساهمت في بناء الفيلم، وتحريك صور. وهذا يعود جزئياً إلى اعتقاد العديد من مؤرخي تاريخ السينما أن نظرية ثبات الصورة تفسّر الأسس الفيسولوجيا للفلم، بالرغم من دحض ذلك عام 1912م. 

## التسمية
الاسم المصاغ لهذه الآلة جاء من الترجمة التقريبية بمعنى الخرّاطة من الأغريقية القديمية: θαῦμα τρόπος.

## الاختراع
في عام 2012م، أُصدِر تقرير بوجود آلة ثومتروب قديمة من حقب ما قبل تاريخية في كهف شوفي، بفرنسا، ولكنه كان من غير الواضح ما إذا كان هذا القرص يُستعمل استعمال الثومتروب عند صنعه.
نُسِبَ ابتكار الثومتروب إلى جون أيرتون باريس الذي استعملها لأول مرة لتوضيح ثبات الرؤية إلى كلية الأطباء الملكية في لندن عام 1824م. ذكر تشارلز بابيج في عام 1864 أن آلة الثومتروب قد اخترعت من قبل عالم طبقات الأرض ويليام هنري فيتون.

## الإنتاج التجاري
سُجِّل أول إنتاجٍ تجاريٍّ للثومتروب في قاعة القرطاسيين في 2 أبريل، 1825 ونُشرت من قبل دبليو. فيليبس في لندن باسم الثومتروب وبيعت في صناديق تحوي 12 أو 18 قرصاً. واحتوت أيضاً على ملاءات وشعارات وألغاز لكل قرصٍ والتي غالباً ما تحمل معنىً سياسيّاً. إلا انه أُصدرت لاحقاً نُسخاً مقرصنةً أصبحت أكثر شيوعاً وأرخص.

## الاختلافات الثقافية
أصدرت في عام 2013م لعبة فيديو «بايوشوك إنفنت» استعمل فيها فكرة الطير والقفص للثومتروب. وفي عام 2011م أخرج مارتن سكورسيزي فيلم هيوغو، يبدأ فيه المشهد الأخير في وسط محادثة عن بدايات السينما، متضمنةً الثومتروب. وفي عام 2006م أخرج كريستوفر نولان فيلم العظمة، كانت شخصية مايكل كين تستعمل الثومتروب باستمرار لتفسير ثبات الرؤية. أما في عام 1999م أخرج تيم برتون فيلم سليبي هولو، شُرح فيه ثومتروب الطير والقفص من قبل جوني ديب.

## وصلات خارجية
- مجموعة من أقراص الثومتروب المتحركة - مجموعة ريتشارد بالزر.
- محاكاة لعمل قرص الثومتروب نسخة محفوظة 18 يناير 2007 على موقع واي باك مشين..
- توضيح وتفاصيل أكثر عن قرص الثومتروب نسخة محفوظة 1 ديسمبر 2017 على موقع واي باك مشين..
- شبكة أفلام BBC - مقاومة ثبات الصورة - فلم قصير يقلّد الثومتروب.
- رسوم رجل الكهف المتحركة: كيف جعل الرسامون القدماء رسوماتهم تتحرك.